# Military patrol az 1948. évi téli olimpiai játékokon
Az 1948. évi téli olimpiai játékokon a military patrol versenyszámát február 8-án rendezték. A sportág bemutatóként szerepelt a programban. Az aranyérmet a svájci csapat nyerte. Magyar csapat nem vett részt a versenyen.

## Részt vevő nemzetek
- Csehszlovákia (TCH)
- Egyesült Államok (USA)
- Finnország (FIN)
- Franciaország (FRA)
- Lengyelország (POL)
- Olaszország (ITA)
- Románia (ROU)
- Svájc (SUI)
- Svédország (SWE)

## Éremtáblázat
(A rendező nemzet csapata eltérő háttérszínnel, az egyes számoszlopok legmagasabb értéke, vagy értékei vastagítással kiemelve.)
| Az 1948. évi téli olimpiai játékok éremtáblázata military patrolban | Az 1948. évi téli olimpiai játékok éremtáblázata military patrolban | Az 1948. évi téli olimpiai játékok éremtáblázata military patrolban | Az 1948. évi téli olimpiai játékok éremtáblázata military patrolban | Az 1948. évi téli olimpiai játékok éremtáblázata military patrolban | Olimpia  |
|                                                                     | Nemzet                                                              | Arany                                                               | Ezüst                                                               | Bronz                                                               | Összesen |
| 1.                                                                  | Svájc (SUI)                                                         | 1                                                                   | 0                                                                   | 0                                                                   | 1        |
|                                                                     |                                                                     |                                                                     |                                                                     |                                                                     |          |
| 2.                                                                  | Finnország (FIN)                                                    | 0                                                                   | 1                                                                   | 0                                                                   | 1        |
|                                                                     |                                                                     |                                                                     |                                                                     |                                                                     |          |
| 3.                                                                  | Svédország (SWE)                                                    | 0                                                                   | 0                                                                   | 1                                                                   | 1        |
|                                                                     |                                                                     |                                                                     |                                                                     |                                                                     |          |
| Összesen                                                            | Összesen                                                            | 1                                                                   | 1                                                                   | 1                                                                   | 3        |

## Végeredmény
| Helyezés | Csapat                                                                                        | Idő     | Levonások | Összesített idő |
| -------- | --------------------------------------------------------------------------------------------- | ------- | --------- | --------------- |
| Arany    | Svájc (SUI) · Robert Zurbriggen · Heinrich Zurbriggen · Vital Vouardoux · Arnold Andenmatten  | 2:39:25 | 5         | 2:34:25         |
| Ezüst    | Finnország (FIN) · Eero Naapuri · Vilho Ylönen · Mikko Meriläinen · Tauno Honkanen            | 2:46:23 | 9         | 2:37:23         |
| Bronz    | Svédország (SWE) · Edor Hjukström · Holger Borgh · Karl Gustav Ljungquist · Fride Larsson     | 2:45:03 | 4         | 2:41:03         |
| 4.       | Olaszország (ITA) · Costanzo Picco · Aristide Compagnoni · Giacinto De Cassan · Antenore Cuel | 2:52:03 | 2         | 2:50:03         |
| 5.       | Franciaország (FRA) · Emile Paganon · Marc Benoît-Lizon · Ulysse Bozonnet · Gilbert Morand    | 3:01:35 | 7         | 2:54:35         |
| 6.       | Csehszlovákia (TCH) · Vojtech Pavelica · Karel Dvořák · Jaroslav Šír · Oto Skrbek             | 3:16:26 | 6         | 3:10:26         |
| 7.       | Románia (ROU) · Ştefan Ionescu · Constantin Vlădea · Niculae-Cornel Crăciun · Ion Kasky       | 3:24:24 | 8         | 3:16:24         |
| 8.       | Egyesült Államok (USA) · Donald Weihs · Stanley Walker · Henry Dunlap · Lorentz Eide          | 4:38:58 | 3         | 4:35:58         |